# Hitler in Stalin: Vzporedni življenji
Hitler in Stalin: Vzporedni življenji je knjiga angleškega zgodovinarja Alana Bullocka iz leta 1991, v kateri avtor postavlja nemškega diktatorja Adolfa Hitlerja v perspektivo s sovjetskim diktatorjem Josifom Stalinom ter analizo notranje doktrine, ki so omogočile zmago in teror brez primere. Ob analizi življenja tako Hitlerja in kot Stalina, knjiga bralca navaja na pomen nemško-sovjetske osi v prvi polovici stoletja.
Kmalu po izidu je knjiga postala svetovna uspešnica in je bila prevedena v številne svetovne jezike. Več kot tisočstranska knjiga je sestavljena iz dvajsetih obsežnih poglavij, od katerih se eno osredotoča na Hitlerja, druga na Stalina, v mnogih poglavljih pa se knjiga o dveh diktatorjih poglablja o njuni zgodnji starosti in njuni vlogi v drugi svetovni vojni. Deseto poglavje je nato namenjeno primerjavi obeh diktatorjev. V zadnjem poglavju - Perspektive - avtor obravnava razvoj po Hitlerjevi (1945) in Stalinovi (1953) smrti, pri čemer ugotavlja, da je njun vpliv na svetovno zgodovino trajal do padca berlinskega zidu leta 1989.
Avtor ne prikazuje le medsebojnega značaja in psihološke oblike Hitlerja in Stalina, temveč tudi podobnosti med ideologijama in režima, ki sta ju ustvarila. Naslov in struktura knjige se nanašata na starogrškega pisatelja Plutarha in serijo Vzporedna življenja. 